# Walid (Panzerfahrzeug)

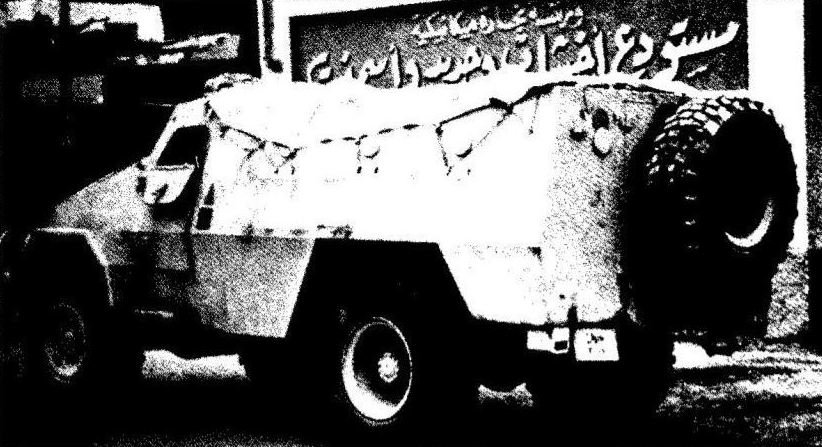
Panzerfahrzeug Walid im November 1987

Walid (auch Kader Walid APC) bezeichnet einen ägyptischen Radpanzer.

## Entwicklungsgeschichte und Technik
Der Walid wurde von der ägyptischen Firma Kader hergestellt und hat konstruktive Ähnlichkeit mit dem sowjetischen Schützenpanzerwagen BTR-40, wobei die Abmessungen etwas größer sind. Die ersten Fahrzeuge wurden 1960 in Dienst gestellt und blieben im Dienst der Ägyptischen Armee. Einige Fahrzeuge wurden unter anderem in den Sudan und nach Burundi exportiert.
Der Walid ist ein vierrädriges, gepanzertes Allrad-Fahrzeug (4×4). Die Besatzung besteht aus zwei Mann. Zusätzlich können zehn Infanteristen transportiert werden. Das Fahrzeug greift auf ein Magirus-Deutz-LKW-Chassis zurück. Die Panzerung besteht aus Stahl und wurde in Ägypten gefertigt. Als Bewaffnung steht ein 7,62-mm-Maschinengewehr zur Verfügung. Zusätzlich wurde eine Version mit einem 80-mm-Mehrfachraketenwerfer produziert. Der Walid verfügt über keine optische Ausrüstung oder ABC-Abwehr.
Das Fahrzeug wurde auch in Burundi, Israel, Jemen und im Sudan eingesetzt. Es wurde durch den Radpanzer Fahd abgelöst.